# Waterloo (Nebraska)
Waterloo je selo u američkoj saveznoj državi Nebraska. Prema popisu stanovništva iz 2010. u njemu je živjelo 848 stanovnika.